# Eulophus
Eulophus är ett släkte av steklar som beskrevs av Geoffroy 1762. Eulophus ingår i familjen finglanssteklar.

## Bildgalleri

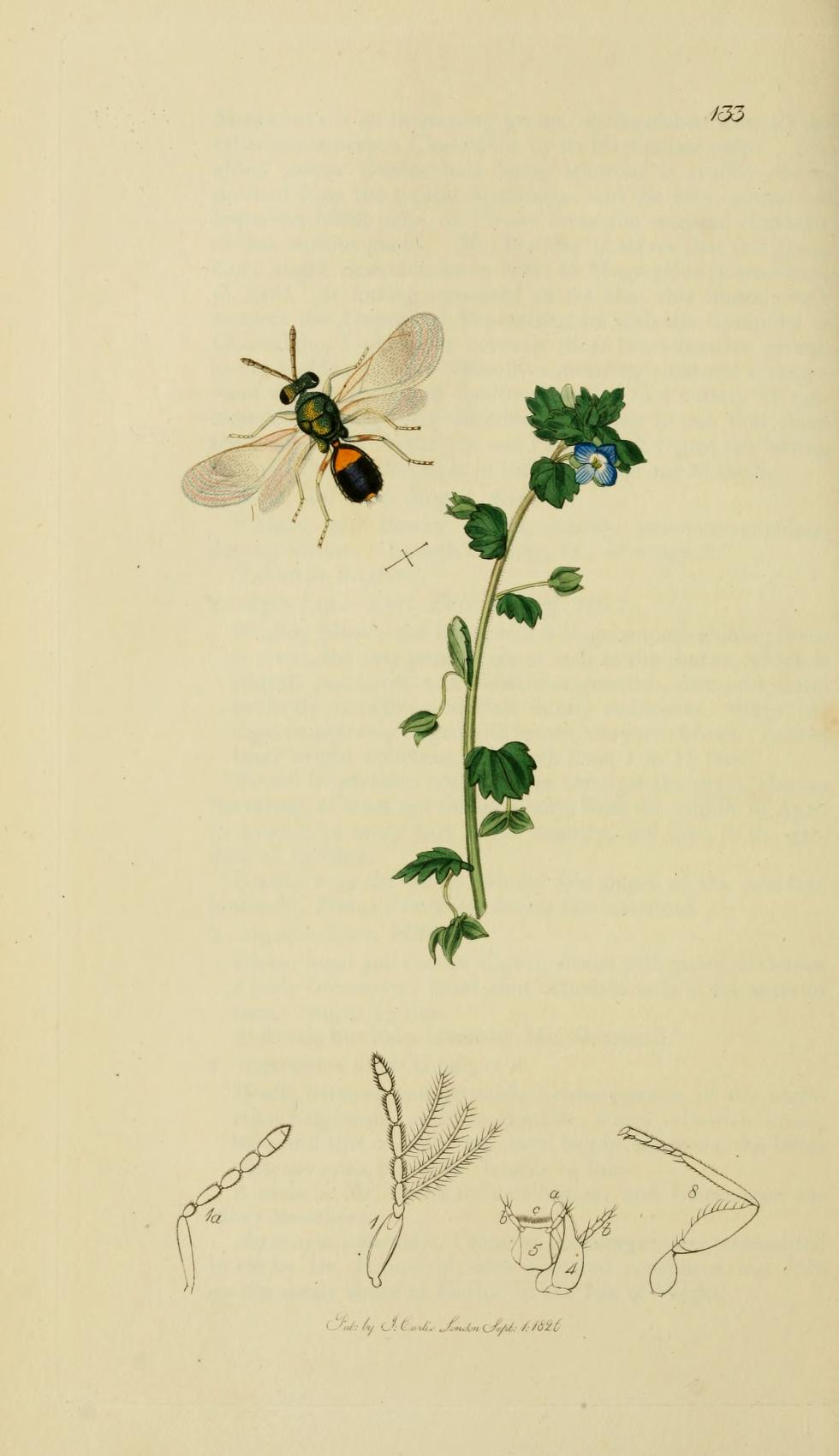

## Dottertaxa tillEulophus, i alfabetisk ordning[1][2]
- Eulophus abdominalis
- Eulophus aepulo
- Eulophus agathyllus
- Eulophus albitarsus
- Eulophus anomocerus
- Eulophus basalis
- Eulophus bifasciatus
- Eulophus boeotus
- Eulophus callidius
- Eulophus carbo
- Eulophus cecidomyiarum
- Eulophus cemiostomatis
- Eulophus cephalotes
- Eulophus chrysomelae
- Eulophus citripes
- Eulophus coccorum
- Eulophus crinicornis
- Eulophus cyanescens
- Eulophus depressus
- Eulophus elegantulus
- Eulophus emicans
- Eulophus entheus
- Eulophus eucritus
- Eulophus femoralis
- Eulophus foveolatus
- Eulophus gummiferae
- Eulophus iapetus
- Eulophus idrieus
- Eulophus inconspicuus
- Eulophus kirbii
- Eulophus koebelei
- Eulophus larvarum
- Eulophus magnisulcatus
- Eulophus mundus
- Eulophus nebulosus
- Eulophus neomexicanus
- Eulophus nitidulus
- Eulophus orgyiae
- Eulophus orsinus
- Eulophus pennicornis
- Eulophus pimpinellae
- Eulophus pythodorus
- Eulophus ramicornis
- Eulophus ramosus
- Eulophus rhamnius
- Eulophus sancus
- Eulophus semicupreus
- Eulophus senegalensis
- Eulophus slovacus
- Eulophus smerinthi
- Eulophus smerinthicida
- Eulophus stenostigma
- Eulophus stygius
- Eulophus tabidus
- Eulophus tardescens
- Eulophus thespius
- Eulophus trachalus
- Eulophus tyrrhenus
- Eulophus vagus
- Eulophus veturius